# Iliad
Iliad hay Ilias (tiếng Hy Lạp cổ: Ἰλιάς, Iliás, “Bài ca thành Ilion”) là một thiên sử thi Hy Lạp cổ đại được cho là của Homer sáng tác. Sử thi gồm 15.693 dòng (phiên bản hiện đại tiêu chuẩn), chia làm 24 quyển, được viết bằng ngôn ngữ Hy Lạp Homer, hay ngôn ngữ Hy Lạp sử thi, theo thể sáu nhịp daktylos, và kể về một số sự kiện quan trọng trong cuộc chiến thành Troia (Ilion). Bản chép tay sử thi sớm nhất có niên đại từ khoảng thế kỷ thứ 8 TCN.
Lấy bối cảnh cuộc bao vây thành Troia (Ilion) suốt mười năm của liên quân Hy Lạp, các sự kiện trong Iliad chỉ diễn ra vào khoảng năm mươi ngày trong năm cuối cùng của cuộc chiến, bắt đầu từ việc Achilleus cãi vã với Agamemnon, nguyên soái của quân Hy Lạp. Sử thi kể về cơn thịnh nộ của Achilleus và những hậu quả, các trận chiến và cuộc đấu tay đôi, cũng như những toan tính của các vị thần có liên quan. Tuy nhiên, xuyên suốt sử thi đề cập hoặc ám chỉ đến nhiều sự kiện trước đó như nguyên nhân của cuộc chiến, việc kêu gọi các chiến binh tham gia; cùng với các điềm báo về tương lai như cái chết của Achilleus và sự sụp đổ của thành Troia. Vì vậy, dù kết thúc trước khi cuộc chiến ngã ngũ, sử thi vẫn dệt nên một câu chuyện tương đối hoàn chỉnh về Chiến tranh thành Troia.
Cùng với phần tiếp theo Odyssey cũng được cho là do Homer sáng tác, Iliad là một trong những tác phẩm lâu đời nhất của văn học Hy Lạp cổ đại và cả nền văn học phương Tây mà cho đến nay vẫn còn phổ biến đối với độc giả đương đại và vẫn được tìm đọc trên khắp thế giới.

## Lịch sử

### Ra đời

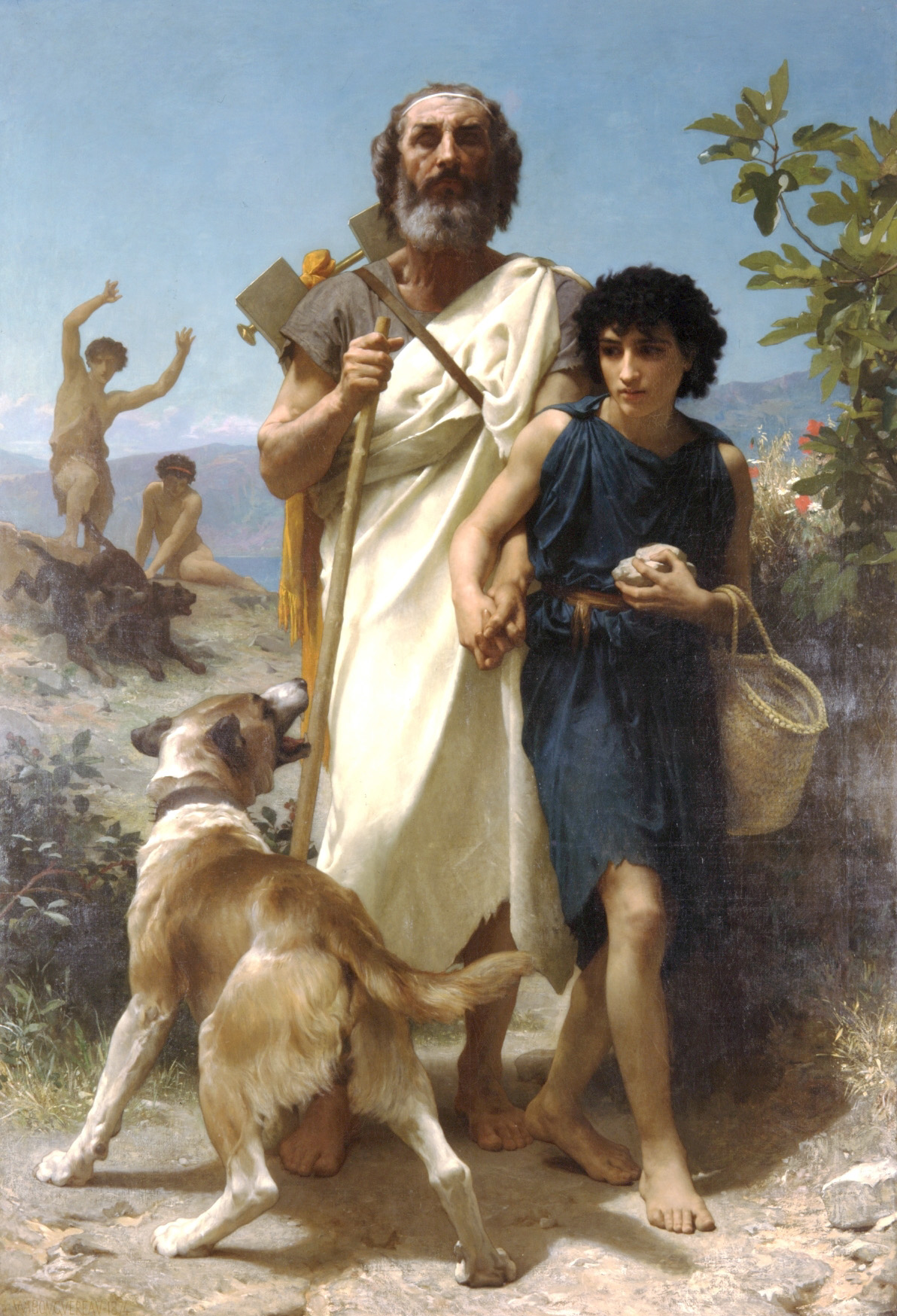
Homer và người dẫn đường Glaucos. William-Adolphe Bouguereau (1825–1905).

Theo truyền thuyết Hy Lạp cổ đại, cặp sử thi Iliad và Odyssey được sáng tác hoặc biên soạn bởi nhà thơ mù Homer. Tuy nhiên, có nhiều tranh cãi xung quanh tính lịch sử của Homer. Kể từ thời cổ đại, các thông tin về danh tính và gốc gác của Homer đều rất mơ hồ. Homer cũng có thể là một biệt danh hoặc là một nhóm bao gồm những người hát rong-nhà thơ vào thời cổ đại.
Trong số các sử thi được cho là của Homer, Iliad có thể ra đời trước Odyssey. Thể thơ sử thi được hình thành trong một thời gian dài, nhờ vào các thi sĩ du ca và phong tục hát truyền miệng. Các khúc ca kể về thời kỳ Mycenae, nền văn hóa thời kỳ đồ đồng của Hy Lạp phát triển thịnh vượng trong khoảng từ 1600 đến 1100 TCN. Chủ đề của Iliad, chiến tranh Troia, vốn đã xuất hiện trong những truyền thuyết xa xưa ngay từ thời điểm sử thi ra đời.

Bản đồ Hy Lạp theo mô tả trong Iliad.

Dấu tích Thành Troia trong lịch sử được tìm thấy tại Hisarlik, Thổ Nhĩ Kỳ ngày nay, và đã bị phá hủy nhiều lần trong các cuộc chiến tranh. Thời điểm diễn ra cuộc chiến được Homer mô tả có lẽ là vào đầu thế kỷ 13 và 12 TCN. Theo truyền thuyết, sự sụp đổ của thành Troia diễn ra vào khoảng từ năm 1192 đến 1184 trước Công nguyên. Trong nghiên cứu khảo cổ học, gian đoạn đó được xếp vào thời kỳ Troia VI - VIIa. Vì vậy, ngay cả cuộc chiến cũng có thể có thật trong lịch sử. Tuy nhiên, theo nhiều học giả, thời gian 10 năm mà Iliad mô tả là quá dài đối với một cuộc chiến thời bấy giờ. Cũng có khả năng đây là một cuộc cạnh tranh lâu dài đối với các tuyến đường thương mại trong khu vực.
Thời điểm diễn ra cuộc chiến cũng đã được nghiên cứu bằng các phương pháp thiên văn. Khúc thứ 20 của Odyssey nhắc đến nhật thực toàn phần diễn ra ở Ithaka vào buổi trưa cùng ngày Odysseus quay trở lại để tiêu diệt đám cầu hôn Penelope. Các nhà thiên văn đã xác định thời gian nhật thực xảy ra vào ngày 16 tháng 4 năm 1178 TCN. Theo Odyssey, mất mười năm để Odysseus quay trở về sau cuộc chiến thành Troia, vì vậy cuộc chiến có thể kết thúc vào khoảng năm 1188 TCN. Mốc thời gian này khá phù hợp với truyền thuyết và các phát hiện khảo cổ học; tuy nhiên, các học giả vẫn chưa rõ bằng cách nào những chi tiết chính xác như vậy có thể được lưu giữ thông qua truyền khẩu đến hàng trăm năm.
Những bài thơ về truyền thuyết xa xưa này có thể được ghi chép lại từ năm 750 đến năm 650 TCN, sau khi người Hy Lạp bắt đầu sử dụng chữ viết. Vào thời điểm đó, các bài thơ có thể được tập hợp lại có chủ đích, chẳng hạn như để củng cố bản sắc văn hóa Hy Lạp. Đóng góp của Homer trong việc sáng tác có thể chỉ là biên soạn các bài thơ truyền miệng thành trường thiên sử thi được ghi chép lại, hoặc cũng có thể ông đã tự mình sáng tác dựa vào các chất liệu thơ ca truyền thống.
Homer có thể sống cách thời cuộc chiến xảy ra trong lịch sử khoảng bốn, năm thế kỷ. Các truyền thuyết truyền miệng mà ông biết được lưu truyền và tồn tại qua thời kỳ đen tối ở Hy Lạp. Theo các học giả, các yếu tố cổ xưa nhất của tác phẩm có thể được kế thừa từ các chất liệu đã có từ thế kỷ 15 TCN, trong khi một số chi tiết khác cho thấy hình ảnh xã hội Hy Lạp ở thế kỷ 7 TCN.

### Lịch sử bản ghi chép
Sử thi vẫn tiếp tục được biên tập dưới tên của Homer cho đến cả sau thời đại của Homer. Sử thi đã được biên soạn ở Athens vào thế kỷ thứ 5 TCN theo lệnh của Peisistratos, có thể là để đưa ra một “quy điển” chính thức với những thay đổi cho phù hợp với xã hội Athen. Phiên bản Iliad hiện tại kế thừa từ phiên bản này.
Tên của sử thi Ἰλιάς, Ilias đã được Herodotus sử dụng trong bộ sử Historiai. Tên này bắt nguồn từ tên của thành phố Troia mà Homer gọi là Ilion. Tên Ἰλιάς, Ilias là một tính từ giống cái của từ Ἴλιον, Ilion; tính từ giống đực sẽ là Ἰλιακός, Iliakos, hoặc Ἴλιος, Ilios. Tên này là chữ viết tắt của dạng dài hơn ἡ ποίησις Ἰλιάς, hē poiēsis Ilias, "Bài thơ thành Ilion".
Aristarchus xứ Samothrace đã khiến cho sử thi Homer trở thành quy điển bắt buộc trong chương trình giáo dục tại Alexandria vào thế kỷ 1 TCN. Phiên bản của Aristarchus đã được sao chép nguyên văn qua nhiều thế kỷ. Bản thảo Venetus A từ thế kỷ thứ 9 kế thừa phiên bản này, là bản thảo sớm nhất còn sót lại của Iliad.
Vào thời Trung cổ, một phiên bản rút gọn Iliad hình thành từ khoảng một nghìn câu thơ được gọi là Ilias Latina. Ấn bản đầu tiên của Iliad, ấn bản Princeps, được đem in bởi Demetrios Khalkokondyleen ở Florence năm 1488.

## Nội dung

Đoạn mở đầu của Iliad bằng tiếng Hy Lạp cổ đại.

Iliad bao gồm khoảng 15.600 câu thơ, sau này được các nhà phê bình Alexandria chia thành 24 khúc (rhapsodia), mỗi khúc bao gồm khoảng 400-900 câu thơ. Sử thi được viết bằng ngôn ngữ Homeric Hy Lạp (gọi theo tên của Homer), hay ngôn ngữ Hy Lạp sử thi, một thứ ngôn ngữ văn chương cổ xưa kết hợp giữa phương ngữ Ionian và Aiolian. Sử thi được viết theo thể thơ sáu nhịp daktylos, mỗi nhịp daktylos (tiếng Hy Lạp: δάκτυλος, dáktylos, “ngón tay”) gồm một âm tiết dài, theo sau là hai âm tiết ngắn, được xác định bởi trọng lượng âm tiết.
Mặc dù chỉ diễn ra trong khoảng 50 ngày vào năm cuối cùng của 10 năm chiến tranh thành Troia, sử thi vẫn xây dựng nên một bức tranh tổng thể của toàn bộ cuộc chiến. Câu chuyện bắt đầu bằng cuộc tranh cãi giữa Agamemnon, nguyên soái quân Hy Lạp và Achilleus, chiến binh xuất chúng nhất. Achilleus, thủ lĩnh của người Myrmidon, giận dữ vì bị xúc phạm nên đã từ chối ra trận chiến đấu và đòi lên tàu quay trở về. Phải đến khi Patroklos, bạn thân nhất của Achilleus, bị Hektor thành Troia giết chết, Achilleus mới quay trở lại chiến đấu và giết Hektor để trả thù. Trong cơn thịnh nộ, Achilleus nhục mạ thi hài của Hektor bằng cách kéo lê sau xe ngựa vòng quanh tường thành. Vua Priam của thành Troia đến trại quân Hy Lạp để xin chuộc xác con trai, khiến Achilleus cảm động và đồng ý. Thay vì mô tả chiến thắng, Iliad kết thúc bằng đám tang của Hektor.
Chủ đề trung tâm của sử thi là cơn thịnh nộ của Achilleus, đầu tiên là hướng tới Agamemnon và sau đó hướng tới Hektor. Quân Hy Lạp gần như đã bại trận, nhưng việc Achilleus quay trở lại đã làm nên bước ngoặt của cuộc chiến. Các sự kiện của sử thi diễn ra tại trại quân Hy Lạp, dãy đậu tàu ngoài khơi thành Troia; bình nguyên trước thành Troia, nơi hầu hết các cuộc giao tranh diễn ra; và đến bên trong thành phố và trên tường thành, nơi người Troia bàn bạc và theo dõi diễn biến của trận chiến. Sử thi bao gồm rất nhiều đoạn mô tả chiến tranh và các trận đấu tay đôi, các anh hùng Hy Lạp và thành Troia tham chiến đều vô cùng xuất sắc. Sử thi cũng mô tả tranh cãi giữa các vị thần Hy Lạp và các hành động can thiệp từ thần thánh. Muốn thỉnh cầu điều gì hay được thần linh ưu ái thì phàm nhân bắt buộc phải sùng kính và dâng tế phẩm lên các vị thần.
Sử thi có thể được chia thành các phần như sau:
- Khúc thứ nhất: dẫn nhập.
- Khúc thứ 2-7: ngày đầu tiên của trận chiến
- Khúc thứ 8: ngày thứ hai của trận chiến.
- Khúc thứ 9-10: tạm nghỉ và những sự kiện diễn ra trong đêm
- Khúc thứ 11–18: ngày thứ ba của trận chiến
- Khúc thứ 19–22: ngày thứ tư của trận chiến.
- Khúc thứ 23: đám tang của Patroklos
- Khúc thứ 24: đám tang của Hektor
- Chiến tranh tiếp tục kéo dài thêm một năm sau những sự kiện trong Iliad. Kết quả của cuộc chiến và việc thành Troia bị cướp phá được ám chỉ khi Iliad kết thúc.[12]

### Tóm tắt

#### Khúc thứ nhất: dẫn nhập
(1) Sử thi mở đầu bằng lời mời các thi thần đến kể câu chuyện cuộc chiến thành Troia. Câu chuyện sau đó bắt đầu vào năm cuối của cuộc chiến, giữa cuộc bao vây của quân Hy Lạp. Nguyên soái quân Hy Lạp (người Achaean) là Agamemnon đã bắt được nàng Khryseis làm chiến lợi phẩm. Cha của Khryseis là tư thế đền thờ Apollo trong thành Troia đã mang vàng bạc châu báu đến để xin chuộc nàng về, nhưng bị Agamemnon khinh rẻ. Nghe lời cầu nguyện của Khryseis, thần Apollo gây ra một trận dịch hoành hành trong quân Hy Lạp.
Sau chín ngày, Achilleus, thủ lĩnh của người Myrmidones, triệu tập một cuộc họp để giải quyết vấn đề bệnh dịch. Dưới sức ép, Agamemnon đồng ý trả lại nàng Khryseis, nhưng đổi lại ông đòi lấy nàng Briseis, chiến lợi phẩm Achilleus đã đoạt được, để bù đắp. Achilleus nổi giận và quyết định từ đó không tham chiến nữa mà sẽ lên đường quay về nhà. Sau khi Odysseus đem trả lại nàng Khryseis, Apollo chấm dứt bệnh dịch. Trong khi đó, người của Agamemnon đến để bắt nàng Briseis. Achilleus nhờ mẹ mình là nữ thần Thetis cầu xin thần Zeus làm cho quân Hy Lạp thất thế. Thetis nghe lời con đến cầu xin thần Zeus, và thần Zeus đồng ý.

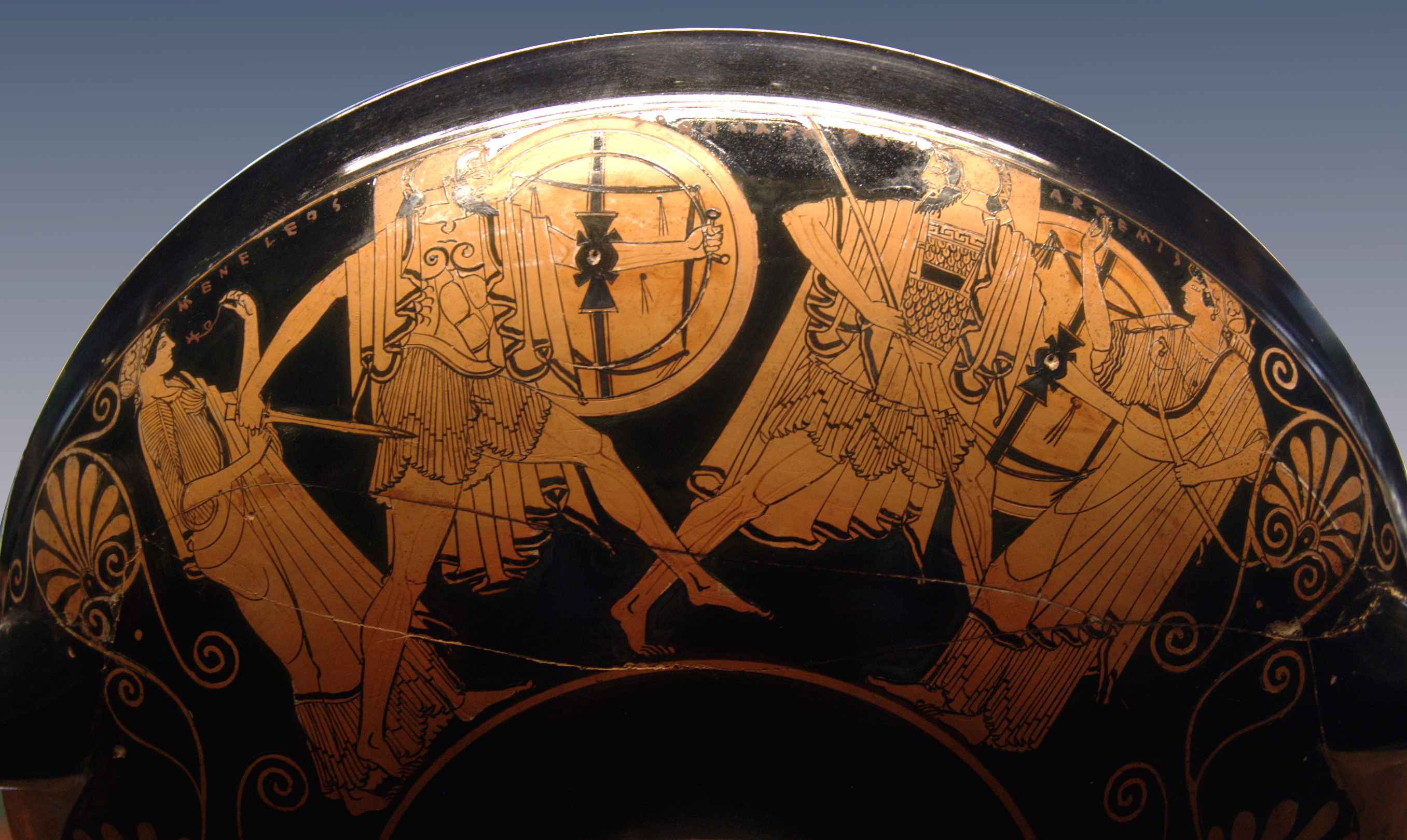
Trận đấu tay đôi giữa Menelaos và Paris, có Aphrodite và Artemis quan sát. Gốm hình nhân đỏ, 490-480 TCN.

#### Khúc thứ 2-7: ngày đầu tiên của trận chiến
(2) Zeus báo mộng cho Agamemnon tấn công thành phố. Agamemnon nghe theo, nhưng trước tiên ông quyết định thử lòng quân Hy Lạp bằng cách giục họ trở về nhà. Kế sách này thất bại khiến quân Hy Lạp hỗn loạn, chỉ có Odysseus do được Athena nhắc nhở nên đã hành động để ổn định tình hình. Odysseus đối đầu và đánh bại Thersites, một chiến binh bất mãn với Agamemnon. Sau bữa ăn, người Achaean dàn trận trước cổng thành Troia. Nhà thơ kể tên nguồn gốc xuất xứ của mỗi thủ lĩnh trong hàng ngũ Achaean. Khi hay tin quân Achaean dàn trận trước cổng thành, quân Troia sẵn sàng cho cuộc đối đầu. Tương tự với quân Achaean, nhà thơ cũng liệt kê các thủ lĩnh quân Troia và đồng minh.
(3) Hai quân đối diện nhau. Trước khi bắt đầu trận chiến, Paris sau khi được thúc giục bởi anh trai mình, chủ soái quân Troia là Hektor, đã đề nghị kết thúc chiến tranh bằng một cuộc đấu tay đôi với Menelaos: ai chiến thắng sẽ dành được Helen cùng toàn bộ của cải. Đoạn này ám chỉ Helen là khởi nguồn của toàn bộ cuộc chiến. Cả hai phe tuyên thệ đình chiến và hứa sẽ tuân theo kết quả của trận quyết đấu. Paris bị đánh bại, nhưng được nữ thần Aphrodite cứu khỏi tay Menelaos và mang trở về giường ngủ với Helen.
(4) Dưới áp lực từ Hera, Zeus đã sắp xếp để Pandaros thành Troia phá vỡ tuyên thệ bằng cách bắn bị thương Menelaos. Agamemnon giận dữ kích động quân Achaean, và trận chiến đẫm máu bắt đầu.
(5) Trong cuộc giao tranh, Diomedes hạ sát hàng loạt quân Troia, bao gồm cả Pandaros, và đánh bại Aeneas, con trai của Aphrodite. Nữ thần đến cứu được con mình nhưng bị Diomedes đâm bị thương. Apollo ngăn cản Diomedes và cảnh cáo chàng chớ chống lại các vị thần bất tử. Nhiều anh hùng và chỉ huy tham gia trận chiến cùng với sự trợ giúp và tác động từ các vị thần. Được Athena thúc giục, Diomedes đâm bị thương Ares, khiến vị thần chiến tranh bỏ chạy về núi Olympos than khóc với cha chúa tể.
(6) Hektor tập hợp phe Troia và tiếp khí thế cho quân sĩ; Diomedes và Glaukos phe Troia kết giao và trao tặng phẩm, Glaukos kể cho Diomedes câu chuyện về Bellerophon. Hektor vào thành phố, kêu gọi phụ nữ cầu nguyện và hiến tế cho thần linh, thúc giục Paris tham chiến, từ biệt vợ Andromache và con trai Astyanax trên tường thành, rồi quay trở lại chiến trường.
(7) Hektor đấu tay đôi với Aiax, nhưng đến giữa chừng màn đêm buông xuống nên cả hai bên tạm dừng và rút lui. Người Achaean đồng ý ngừng chiến để hỏa táng quân sĩ tử trận, và xây một bức tường để bảo vệ dãy tàu và doanh trại, trong khi người Troia tranh cãi về việc trả lại Helen. Paris đề nghị trả lại của cải đã cướp đi và bồi thường thêm vào, song giữ lại Helen, nhưng phía Achaean từ chối. Hai bên thỏa thuận đình chiến một ngày để hỏa táng người chết, cùng lúc đó phe Achaean có thời gian để xây dựng một bức tường bảo vệ doanh trại.

#### Khúc thứ 8: ngày thứ hai của trận chiến.
(8) Sáng hôm sau, Zeus ra lệnh cấm tất cả các vị thần can thiệp, và cuộc chiến lại bắt đầu. Người Troia được chúa tể ưu ái nên chiếm ưu thế và dồn người Achaean trở lại bức tường, trong khi Hera và Athena bị cấm giúp đỡ. Màn đêm buông xuống trước khi quân Troia kịp tấn công bức tường quân Achaean. Họ cắm trại trên chiến trường để chuẩn bị tấn công ngay khi trời sáng, những ngọn lửa tháp canh thắp sáng cánh đồng như những vì sao.

#### Khúc thứ 9-10: tạm nghỉ và những sự kiện diễn ra trong đêm
(9) Trong khi đó, người Achaean trở nên tuyệt vọng. Agamemnon thừa nhận sai lầm của mình, và cử nhóm thuyết khách gồm Odysseus, Aiax, Phoenix, cùng hai sứ giả đến trại của Achilleus để trả lại Briseis kèm theo vô số tặng phẩm quý giá, chỉ cần chàng chịu ra chiến đấu. Achilleus và người đồng đội Patroklos đón tiếp các sứ giả nồng hậu, nhưng từ chối lời đề nghị của Agamemnon và tuyên bố rằng chàng sẽ chỉ ra trận nếu quân Troia đến đốt phá đội tàu của mình. Nhóm thuyết khách ra về tay không.
(10) Cuối đêm đó, Odysseus và Diomedes mạo hiểm đột nhập phòng tuyến quân Troia, giết Dolon, và tàn phá một số trại quân đồng minh Thracia của thành Troia.

#### Khúc thứ 11–18: ngày thứ ba của trận chiến
(11) Đến buổi sáng, cuộc giao tranh diễn ra ác liệt, cả Agamemnon, Diomedes, và Odysseus đều bị thương. Achilleus gửi Patroklos đến hỏi về thương vong của quân Achaean, tại đó Patroklos cảm động sâu sắc trước lời lẽ của Nestor.
(13) Poseidon đem lòng thương xót người Achean. Ông làm trái lệnh Zeus và đến chiến trường giúp đỡ quân Achean. Idomeneus thực hiện một loạt chiến công. Cả hai bên đều chịu nhiều thương vong. Nhà tiên tri thành Troia Polydamas thúc giục Hektor lùi lại và cảnh báo chàng về Achilleus, nhưng chàng phớt lờ.
(14) Hera quyến rũ Zeus và dụ ông rơi vào giấc ngủ, tạo điều kiện cho Poseidon giúp đỡ quân Hy Lạp, quân Troia bị đánh bật trở lại bình nguyên.
(15) Zeus tỉnh dậy và nổi cơn thịnh nộ trước sự can thiệp của Poseidon. Bất chấp sự bất mãn của các vị thần ủng hộ quân Achaean, Zeus cử Apollo xuống hỗ trợ quân Troia, giúp họ một lần nữa xuyên thủng bức tường, và trận chiến lan đến dãy tàu.
(16) Patroklos không thể khoanh tay đứng nhìn được nữa và cầu xin Achilleus được ra chiến đấu để bảo vệ đội tàu. Achilleus đồng ý và cho Patroklos mượn áo giáp, đồng thời căn dặn chàng không được đuổi bám quân Troia. Patroklos lãnh đạo quân Myrmidones tham chiến và đến kịp khi quân Troia phóng hỏa những con tàu đầu tiên. Quân Troia bị đánh tan bởi cuộc tấn công bất ngờ, Patroklos giết chết con trai của thần Zeus là Sarpedon, một thủ lĩnh đồng minh của người Troia. Phớt lờ mệnh lệnh của Achilleus, Patroklos truy đuổi quân Troia đến cổng thành Troia và bị thần Apollo ngăn lại. Patroklos giao đấu với Apollo và Euphorbos, và cuối cùng bị Hektor giết chết.
(17) Hektor lột áo giáp của Achilleus khỏi người Patroklos, trận chiến ác liệt tiếp diễn xung quanh xác Patroklos.
(18) Achilleus đau đớn phát cuồng khi nghe tin Patroklos tử trận và thề sẽ trả thù Hektor; Thetis cũng đau buồn khi biết rằng con trai sẽ phải chịu số phận chết trẻ nếu giết Hektor. Achilleus vội ra chiến trường cướp lại xác Patroklos nhưng lại không có áo giáp. Đắm trong ánh hào quang rực rỡ Athena ban phát, Achilleus đứng cạnh bức tường Achaean và gầm lên trong cơn thịnh nộ. Quân Troia kinh sợ trước sự xuất hiện của Achilleus, thừa dịp quân Achaean kịp cướp được xác Patroklos về. Polydamas lại thúc giục Hektor rút lui về thành nhưng Hektor một lần nữa từ chối; quân Troia hạ trại trên bình nguyên khi màn đêm buông xuống. Quân Achaean than khóc Patroklos. Trong khi đó, Thetis nhờ thần Hephaistos rèn một bộ khiên giáp mới cho Achilleus.

#### Khúc thứ 19–22: ngày thứ tư của trận chiến
(19) Vào buổi sáng, Agamemnon đưa cho Achilleus tất cả những món quà đã hứa, bao gồm cả nàng Briseis, nhưng Achilleus thờ ơ với tất cả. Achilleus nhịn ăn, mặc giáp mới và cầm giáo lên. Tuấn mã Xanthos tiên báo về cái chết của Achilleus. Achilleus cưỡi chiến xa ra trận.
(21)  Achilleus tàn sát quân Troia, nhuộm máu cả dòng sông Skamandros. Thần sông giận dữ đối đầu với Achilleus nhưng bị cơn bão lửa của Hephaistos thổi bay. Các vị thần chiến đấu với nhau. Cổng thành Troia mở ra để đón quân Troia chạy trốn trở về; Apollo dụ Achilleus rời khỏi thành phố bằng cách đóng giả thành một người Troia.
(22) Khi Apollo hiện nguyên hình trước Achilleus, quân Troia đã rút hết vào thành ngoại trừ Hektor, người đã hai lần phớt lờ lời khuyên của Polydamas. Hektor cảm thấy nhục nhã và quyết định đối đầu với Achilleus, bất chấp cha mẹ khuyên ngăn. Khi Achilleus lại gần, ý chí của Hektor lung lay, Achilleus truy đuổi Hektor vòng quanh tường thành. Cuối cùng, Athena dụ Hektor dừng lại và đối mặt với đối thủ. Sau một chốc giao đấu, Achilleus đâm xuyên cổ họng Hektor. Trước khi chết, Hektor nhắc cho Achilleus về cái chết đã định sẵn trong cuộc chiến. Achilleus nhục mạ xác Hektor bằng cách buộc vào cỗ xe kéo đi vòng quanh tường thành.

#### Khúc thứ 23: đám tang của Patroklos
(23) Hồn ma của Patroklos đến báo mộng cho Achilleus, giục chàng tiến hành tang lễ và mong muốn xương của hai người sẽ được chôn cất cùng nhau. Người Achaean tổ chức một hội thao tưởng niệm Patroklos, với phần thưởng do Achilleus trao tặng.

#### Khúc thứ 24: đám tang của Hektor
(24) Hành động nhục mạ thân xác Hektor của Achilleus khiến thần Zeus chán ghét và phán quyết xác chết phải được trả lại cho Priam. Được dẫn dắt bởi thần Hermes, Priam băng qua bình nguyên tới trại quân Achaean mà không bị ai chú ý. Ông ôm đầu gối Achilleus và xin chuộc xác con trai mình. Achilleus cảm động và cả hai cùng than khóc về những mất mát của họ trong cuộc chiến. Sau bữa ăn, Priam mang xác Hektor trở lại thành Troia. Hektor được chôn cất, và toàn thành phố khóc tang.

## Các nhân vật chính

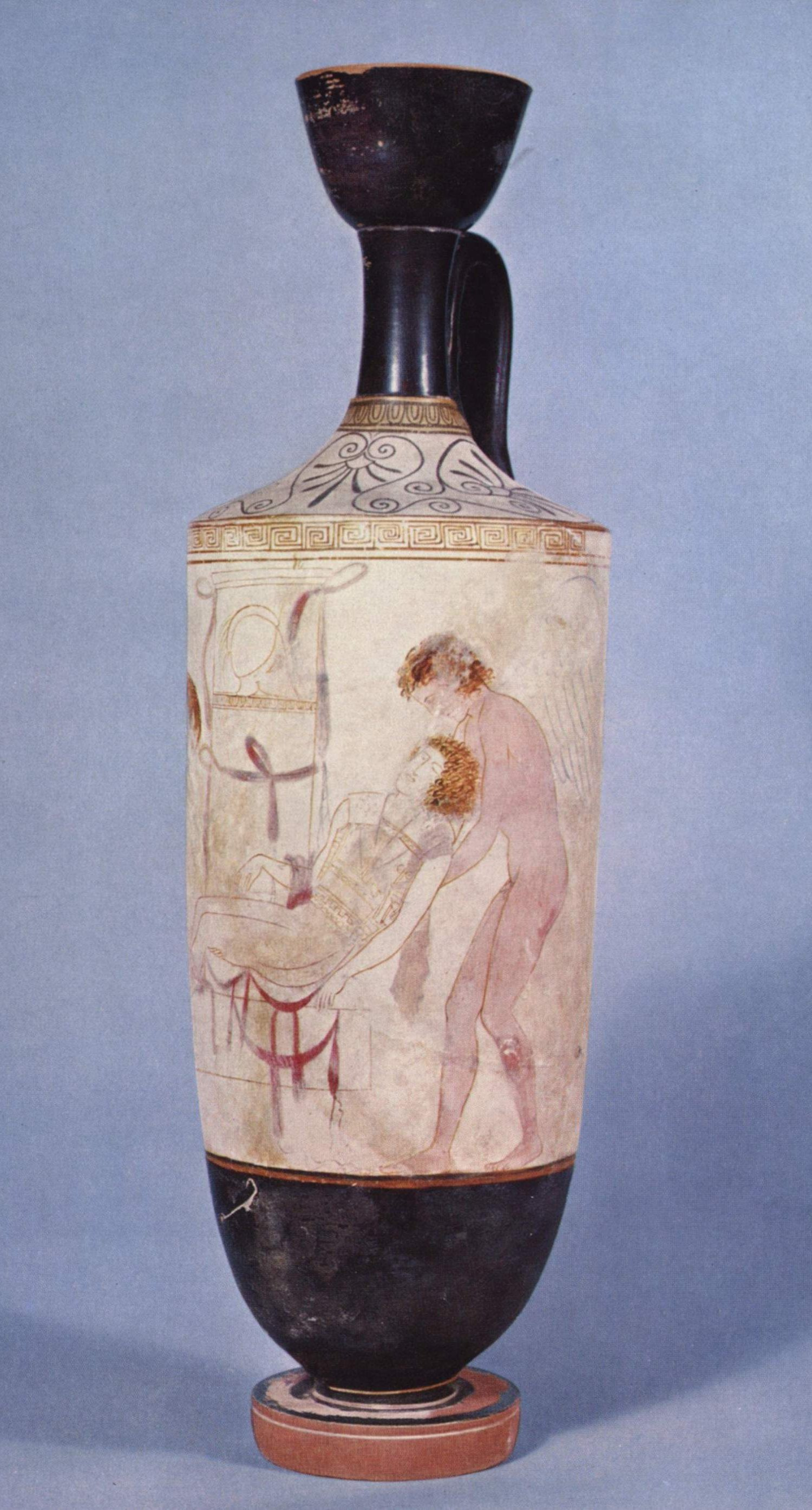
Hypnos và Thanatos mang xác Sarpedon về từ chiến trường Troia; vẽ trên bình gốm cao lanh, k. 440 TCN.

Iliad có hệ thống nhân vật đồ sộ. Phần cuối của khúc thứ 2 đã liệt kê toàn bộ danh tính và bối cảnh của các chỉ huy cùng đoàn đội của họ. Trong những cảnh chiến đấu, các nhân vật phụ thường chỉ được nhắc tên và bị giết chết nhanh chóng.

### Người Achaean
Phe người Achaean (Ἀχαιοί), hay còn được gọi là người Danaan (Δαναοί), người Argive (Ἀργεĩοι), tức là người Hy Lạp.
- Agamemnon - Vua xứ Mycenae, nguyên soái quân Achaean.
- Menelaos - Vua xứ Sparta, chồng của Helen và em trai của Agamemnon.
- Achilleus - chỉ huy người Myrmidones và Vua xứ Phthia, con trai của Peleus và nữ thần Thetis, chiến binh mạnh nhất bên quân Achaean.[20]
- Odysseus - Vua xứ Ithaka, chỉ huy khôn ngoan nhất.
- Aiax lớn - Vua  xứ Salamis.con trai của Telamon.
- Diomedes - Vua xứ Argos, con trai của Tydeus.
- Nestor - Vua xứ Pylos, cố vấn đáng tin cậy của Agamemnon, chỉ huy khả kính và thông thái nhất quân Achaean.
- Aiax nhỏ - chỉ huy người Locri, con trai của Oileus.
- Idomeneus - chỉ huy người Krete.
- Patroklos - người bạn đồng hành thân thiết nhất của Achilleus.
- Neoptolemos - chỉ huy người Myrmidones sau cái chết của Achilleus, kẻ giết Priam.

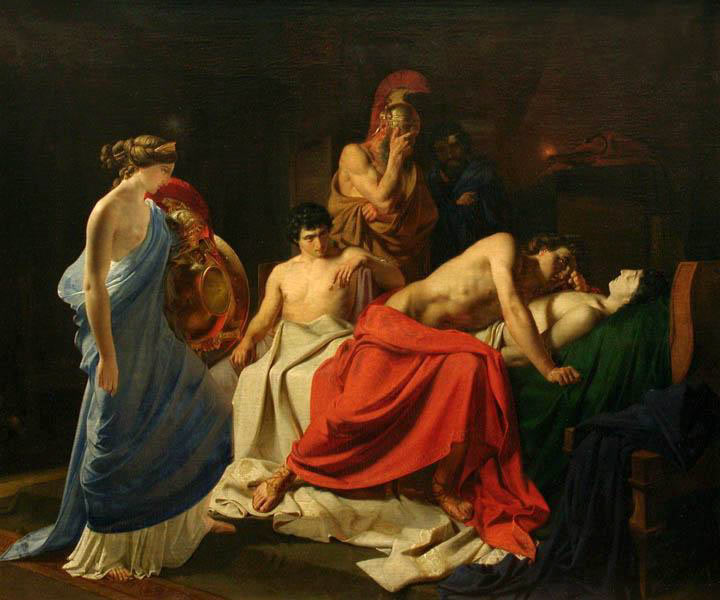
Achilleus than khóc cái chết của Patroclus (1855), Nikolai Ge (Bảo tàng nghệ thuật quốc gia Belarus, Minsk)

Có nhiều tranh cãi xoay quanh bản chất mối quan hệ của Achilleus và Patroklos, về việc liệu nó có thể được coi là một mối quan hệ đồng tính hay không. Một số học giả Athen thời cổ điển và Hy Lạp hóa xem đây là thiếu niên ái, còn một số khác cho rằng đây là mối liên kết giữa các chiến binh thuần túy.

### Thành Troia
- Đàn ông thành Troia
  - Dardanos - vị vua đầu tiên của thành Troia, con trai của thần Zeus, ban đầu ông đặt tên cho thành phố là Dardania.[22]
  - Hektor - Vương tử thành Troia, con trai của Vua Priam, nguyên soái và chiến binh mạnh nhất quân Troia.
  - Aeneas - đồng minh thành Troia, con trai của Anchises và Aphrodite.
  - Deiphobos - anh em trai của Hektor và Paris.
  - Paris - Vương tử thành Troia, con trai của Vua Priam, kẻ bắt cóc Helen.
  - Priam - Vua thành Troia.
  - Polydamas - một chỉ huy thận trọng mà lời khuyên ông đưa ra bị bác bỏ; người che chở cho Hektor.
  - Agenor - con trai của Antenor, người đấu tay đôi với Achilleus trong Khúc XXI.
  - Sarpedon, con trai của thần Zeus - bị Patroclos giết chết. Bạn của Glaukos và đồng thủ lĩnh người Lykia (đồng minh của Troia).
  - Glaukos, con trai của Hippolochus. Bạn của Sarpedon và đồng thủ lĩnh người Lykia (đồng minh của Troia).
  - Euphorbus - chiến binh Troia đầu tiên gây thương tích cho Patroklos.
  - Dolon - một gián điệp quân Troia cử đến trại Achaean (Khúc X).
  - Antenor - cố vấn của Vua Priam, người đề xuất trả lại Helen để kết thúc chiến tranh.
  - Polydorus - Vương tử thành Troia, con trai út của Priam và Hecuba
  - Pandarus - cung thủ nổi tiếng thành Troia, con trai của Lycaon.
- Phụ nữ thành Troia
  - Hecuba (Ἑκάβη) - Vợ của Priam; mẹ của Hektor, Cassandra, Paris và những người khác.
  - Helen (Ἑλένη) - con gái của thần Zeus và Leda, vợ của Menelaos; đầu tiên do Paris mang về, sau đó cưới Deiphobus sau khi Paris tử trận. Vụ bắt cóc Helen là nguyên nhân trực tiếp gây ra chiến tranh.
  - Andromache - Vợ của Hektor, mẹ của Astyanax.
  - Cassandra - con gái của Priam, có khả năng tiên tri nhưng không được ai tin tưởng.
  - Briseis - một thiếu nữ thành Troia bị Achilleus bắt được từ một cuộc cướp phá trước đó, cuộc cãi vã của Achilleus với Agamemnon bắt đầu khi Agamemnon đòi lấy Briseis từ tay Achilleus.

### Thần linh
Tôn giáo cổ đại Hy Lạp là đa thần giáo, bao gồm tục sùng bái và thờ phụng nhiều vị thần khác nhau tùy theo tín ngưỡng của mỗi cá nhân. Mọi khía cạnh thế giới tự nhiên và xã hội và những trải nghiệm của con người đều được nhân hóa, theo đó, mỗi vị thần trong đa thần giáo Hy Lạp đều được quy cho một khía cạnh của thế giới loài người, như Poseidon: thần của biển cả; Aphrodite: nữ thần sắc dục hay Ares: thần chiến tranh. Các vị thần không phải những khái niệm tâm linh mà là các thực thể siêu nhiên mang đặc điểm nhân loại về ngoại hình, tính cách, cảm xúc, đạo đức, cũng như cả những nét xấu xa thấp hèn. Thế giới thần linh cũng có chế độ phụ hệ như thế giới nhân loại: Zeus là cha-chúa tể, cai trị các vị thần khác. Chế độ phụ hệ ở cả trên trời lẫn dưới đất được thể hiện rõ trong sử thi thông qua việc sử dụng tên đệm theo tên cha cho các nhân vật, như Zeus, con trai Kronos hay Achilleus, con trai Peleus. Một trong những nét quan trọng nhất trong danh tính của mỗi nhân vật chính là tên tuổi của cha họ.
Trong cuộc chiến thành Troia diễn ra trong mạch truyện của Iliad, các vị thần Olympia cùng các vị thần nhỏ khác cạnh tranh với nhau và tham gia vào cuộc chiến của con người, thường bằng cách can thiệp vào sức mạnh và tâm trí của con người để chống lại các vị thần khác. Chân dung của các vị thần trong Iliad không giống như hình tượng thần linh trong tôn giáo Hy Lạp cổ đại mà được tỉa gọt cho phù hợp với vai trò trong câu truyện. Nhà sử học thời cổ điển Herodotus cho rằng Homer và người cùng thời Hesiod là những tác gia đầu tiên gọi tên cũng như mô tả ngoại hình và tính cách của các vị thần.
Các sự kiện tại thế giới phàm trần trong Iliad được thúc đẩy bởi ý tưởng và cảm xúc của các vị thần, ví dụ như cuộc tranh chấp giữa Athena, Hera và Aphrodite, những sự trợ giúp của Athena và Hera đối với quân Achaean, hay những ưu ái Aphoridite dành cho Paris xuyên suốt câu chuyện. Các vị thần vừa đóng vai trò thúc đẩy lại vừa là nguyên nhân hành động của mỗi nhân vật. Một mặt, sự can thiệp của các vị thần khiến nhân loại thực hiện được những điều phi thường, mặt khác, sự tồn tại của thần linh nhấn mạnh sự nhỏ yếu của nhân loại với cuộc đời ngắn ngủi, thậm chí ngay cả việc can thiệp vào thế giới nhân loại cuối cùng cũng đều là vô nghĩa.
Mary Lefkowitz khi bàn về mối liên quan của thần linh trong Iliad đã đặt ra câu hỏi liệu sự can thiệp của thần linh có phải những hành động có động cơ và mục đích riêng hay chỉ là hóa thân cho các đặc tính của nhân loại. Các tác giả thời cổ điển, chẳng hạn như Thucydides và Plato, thường sử dụng các khía cạnh thần thánh như "một cách nói về cuộc sống của con người hơn là một mô tả hay một thực tế". Các vị thần "tồn tại" bên ngoài nền tảng của giáo lý hoặc kinh sách, khiến văn hóa Hy Lạp có thể tự do sản sinh các hình tượng thần linh phù hợp bất kỳ chức năng tôn giáo nào mà nhân dân cần đến.
- Các vị thần lớn:
  - Zeus (Trung lập)
  - Hera (Achaean)
  - Artemis (Troia)
  - Apollo (Troia)
  - Hades (Trung lập)
  - Aphrodite (Troia)
  - Ares (Troia, sau này là Achaean)
  - Athena (Achaean)
  - Hermes (Trung lập/Achaean)
  - Poseidon (Achaean)
  - Hephaestus (Achaean)
- Các vị thần nhỏ: 
  - Eris (Troia)
  - Iris (Trung lập)
  - Thetis (Achaean)
  - Leto (Troia)
  - Proteus (Achaean)
  - Scamander (Troia)
  - Phobos (Troia)
  - Deimos (Troia)
  - Hypnos (Achaean)

## Ảnh hưởng
Sử thi Homer đã trở thành kinh điển và là nền tảng của văn hóa và giáo dục Hy Lạp cổ đại. Ảnh hưởng to lớn của sử thi kéo dài xuyên suốt thời kỳ cổ điển, Hy Lạp hóa và La Mã, và từ đó ảnh hưởng đến toàn bộ nền văn học, nghệ thuật và tư tưởng của văn minh phương Tây.
Sử thi Homer, và đặc biệt là Iliad, có ảnh hưởng lớn đến bi kịch Hy Lạp. Aristotle cảm ơn Homer vì đã không cố gắng kể lại toàn bộ cuộc chiến mà chỉ tập trung vào một lát cắt cụ thể - lòng căm thù của Achilleus - thứ đóng vai trò là động lực của cốt truyện và làm tăng hiệu ứng kịch tính cho tác phẩm. Plato gọi Homer là cha đẻ của bi kịch Hy Lạp với lý do tương tự.

### Các tác phẩm cổ đại hậu-Iliad
Từ thời cổ đại đã có nhiều tác phẩm khác lấy bối cảnh Cuộc chiến thành Troia kể về nguyên nhân cuộc chiến và vụ cướp phá thành phố, cũng như số phận của các nhân vật sau chiến tranh. Các tác phẩm lấy đề tài cuộc chiến được nhóm thành Thi hệ thành Troia.
Odyssey, cũng được cho là do Homer sáng tác, kể về cuộc hành trình 10 năm trở về Ithaka của Odysseus sau khi kết thúc chiến tranh. Tác phẩm nhắc đến những sự kiện trong cuộc chiến và số phận của một số nhân vật trong và sau cuộc chiến. Khi Telemachos, con trai của Odysseus, đến thăm Sparta, sử thi tiết lộ rằng Menelaos và Helena đang sống hòa thuận tại quê nhà. Agamemnon được kể lại là đã bị người vợ Klytaimnestra phản bội và giết chết. Con ngựa gỗ thành Troia cũng được nhắc đến lần đầu tiên trong Odyssey.
Các chủ đề liên quan đến cuộc chiến thành Troia cũng rất phổ biến trong bi kịch. Ví dụ, các vở kịch trong Oresteia tam bộ khúc của Aiskylos, gồm Agamemnon, Choēphóroi và Eumenídes, kể về số phận của Agamemnon sau khi trở về từ thành Troia, trong khi vở bi kịch của Euripides Phụ nữ thành Troia kể về số phận của những người phụ nữ thành Troia sau khi người Hy Lạp cướp phá thành phố. Về mặt lịch sử, Hellanikos đảo Lesbos đã thuật lại một phiên bản về sự phá hủy thành Troia.
Trong Aeneis của Virgil, chiến tranh bắt đầu khi vương tử Paris thành Troia bắt cóc Helena xinh đẹp mang về thành Troia. Nữ thần Aphrodite đã hứa dành cho Paris người phụ nữ đẹp nhất thế giới nếu Paris chọn bà là nữ thần đẹp nhất trong cuộc cạnh tranh với Hera và Athena (được gọi là phán xét của Paris). Tuy nhiên, người phụ nữ đẹp nhất thế giới lại là Helena, đã kết hôn với Menelaus, vua xứ Sparta. Sau khi Helena bị bắt cóc, anh trai của Menelaus là Agamemnon đã tập hợp người Hy Lạp để đến thành Troia gây chiến. Trong Aeneia có chi tiết Paris giết Achilleus bằng một mũi tên trúng vào gót chân. Aeneis cũng kể chi tiết hơn về con ngựa gỗ thành Troia. Vào cuối cuộc vây hãm kéo dài 10 năm, quân Hy Lạp đã chinh phục được thành Troia nhờ vào mưu kế của Odysseus. Odysseus bày cho người Hy Lạp chế tạo một con ngựa gỗ khổng lồ. Đội tàu Hy Lạp sau đó rút lui về nấp sau một hòn đảo gần thành Troia. Ngày hôm sau, quân thành Troia phát hiện trại lính Hy Lạp trống không bên cạnh một con ngựa gỗ khổng lồ. Một binh sĩ Hy Lạp bị bỏ lại giải thích rằng quân Hy Lạp đã ra đi và con ngựa gỗ là tế phẩm dâng lên đền thờ Athena tại thành Troia. Tư tế thành Troia Laokoon nghi ngờ và cảnh báo người Troia, nhưng bị hai con rắn khổng lồ trồi lên từ dưới biển siết chết cùng với hai người con trai. Người thành Troia tin rằng các vị thần đã trừng phạt Laokoon vì tội bất kính. Họ đem con ngựa gỗ vào trong thành. Đêm đến, Odysseus và toán binh sĩ Hy Lạp chui ra khỏi con ngựa. Họ thắp sáng một ngọn hải đăng để làm tín hiệu cho đội tàu. Nhân lúc người Troia ngủ, Odysseus và đồng đội đã mở cổng thành cho quân Hy Lạp tiến vào. Vua Priamos và nhiều cư dân thành Troia khác đã bị giết, thành Troy bị thiêu rụi. Menelaus đưa Helena trở về và quân Hy Lạp lên đường.
Trong văn học La Mã cũng vậy, nhiều bài thơ trong tập Metamorphoses của Ovid cũng nói về cuộc chiến. Seneca tiếp tục truyền thống bi kịch Hy Lạp với các vở kịch có chủ đề Chiến tranh thành Troia. Sử thi Posthomerica của Quintus Smyrnaeus, có thể được viết vào nửa sau của thế kỉ 4 CN, tiếp nối câu chuyện sau khi Iliad kết thúc và được coi là phần Hậu Iliad.

### Ảnh hưởng thời trung đại
Iliad là tác phẩm đầu tiên và quan trọng nhất của quy điển văn học phương Tây. Ảnh hưởng của Iliad vô cùng sâu rộng, là nguồn cảm hứng cho các nhiều sử thi và anh hùng ca sau này.
Vào thời Trung cổ, tại Đông La Mã Iliad được đọc bằng ngôn ngữ gốc Hy Lạp cổ đại, còn ở phía Tây, bản rút gọn tiếng Latinh Ilias Latina trở nên phổ biến rộng rãi. Những sáng tác từ thời Hậu cổ đại là nền tảng cho một số tác phẩm thời Trung cổ nổi tiếng, bao gồm bài thơ Roman de Troie (Chuyện thành Troia) của Benoît de Sainte-Maure và tác phẩm văn xuôi Historia Destuctionis Troiae (Lịch sử Sự sụp đổ của thành Troia) của Guido delle Colonne. Raoul Lefevre đã viết Recueil des Histoires de Troye (Tuyển tập lịch sử thành Troia), bản dịch của nó Recuyell of the Historyes of Troye vào năm 1473 là cuốn sách đầu tiên được in bằng tiếng Anh. Ảnh hưởng của sử thi Homer đối với văn học, nghệ thuật và văn hóa Châu Âu đã thúc đẩy sự ra đời của thời kỳ Phục hưng. Trong văn học, chủ đề Iliad được sử dụng thường xuyên qua các phiên bản viết lại thời trung cổ. Bài thơ Troilus và Criseyde của Geoffrey Chaucer và vở kịch Troilus và Cressida của William Shakespeare đều lấy chất liệu từ Iliad, tập trung vào một truyền thuyết thời trung cổ về câu chuyện tình yêu giữa Troilos thành Troia và nàng Kressida.
Theo nhà thơ thế kỷ 19 Suleyman al-Boustani, người đầu tiên dịch sử thi Illiad sang tiếng Ả Rập, sử thi có thể đã được lưu hành rộng rãi qua các bản dịch tiếng Syriac và Pahlavi vào thời kỳ đầu Trung Cổ. Al-Boustani cho rằng Theophilus xứ Edessa là dịch giả bản dịch tiếng Syriac, bản dịch (cùng với bản gốc tiếng Hy Lạp) được cho là phổ biến với các học giả Baghdad vào sơ kỳ triều đại Abbas. Iliad cũng là sử thi đầu tiên được dịch hoàn chỉnh sang tiếng Ả Rập với bản dịch của Al-Boustani xuất bản năm 1904.

### Trong nghệ thuật thế kỷ 20
- Simone Weil viết tiểu luận "Iliad hay Khúc ca của Thần lực" vào năm 1939, ngay sau khi Thế chiến thứ hai bắt đầu. Bài luận mô tả cách Iliad thể hiện cách thần lực bao trùm cả cuộc chiến, thao túng cả nạn nhân lẫn kẻ sở hữu lực lượng, khiến họ trở thành con rối hành động không suy nghĩ.[45]
- Lesya Ukrainka viết bài thơ bi kịch "Cassandra" vào năm 1901-1907 dựa trên Iliad, mô tả câu chuyện của công chúa tiên tri Kassandra.
- Vở nhạc kịch Broadway The Golden Apple năm 1954, của nghệ sĩ John Treville Latouche và nhà soạn nhạc Jerome Moross, được phóng tác từ Iliad và Odyssey, lấy bối cảnh ở tiểu bang Washington của Mỹ trong những năm sau Chiến tranh Tây Ban Nha - Mỹ, với các sự kiện lấy cảm hứng từ Iliad trong Màn một và các sự kiện lấy cảm hứng từ Odyssey trong Màn hai.
- Vở opera King Priam của Sir Michael Tippett (được công chiếu lần đầu vào năm 1962) được dựa trên Iliad.
- Sử thi War Music của Christopher Logue, một "phiên bản", không phải là bản dịch, của Iliad, được bắt đầu thực hiện vào năm 1959 do một đài phát thanh đặt hàng. Logue tiếp tục sáng tác cho đến khi qua đời vào năm 2011.[46]
- Cuốn tiểu thuyết Cassandra (1983) của Christa Wolf lấy chất liệu cốt lõi từ Iliad. Ngôi kể chuyện trong tiểu thuyết là Cassandra, và những suy nghĩ trước khi bị Clytemnestra sát hại ở Sparta. Ngôi kể chuyện trình bày quan điểm nữ quyền về chiến tranh và quan điểm về chiến tranh nói chung.
- Cuốn tiểu thuyết The Firebrand năm 1987 của Marion Zimmer Bradley kể lại câu chuyện dưới góc nhìn của Kassandra, công chúa thành Troy và là nhà tiên tri bị Apollo nguyền rủa.

### Trong văn hóa đại chúng đương đại
- Bộ truyện tranh Age of Bronze của Eric Shanower, bắt đầu vào năm 1998, kể lại truyền thuyết về Chiến tranh thành Troy.[47][48][49]
- Bộ phim chuyển thể khoa học viễn tưởng sử thi Ilium của Dan Simmons được phát hành vào năm 2003, nhận được Giải thưởng Locus cho tiểu thuyết khoa học viễn tưởng hay nhất năm 2004.[50]
- Troy (2004) là một bộ phim chuyển thể từ Iliad với sự tham gia của Brad Pitt, Eric Bana Orlando Bloom, Diane Kruger... Bộ phim nhận được nhiều đánh giá trái chiều nhưng lại thành công về mặt thương mại, đặc biệt là về doanh thu quốc tế, thu về 133 triệu USD ở Hoa Kỳ và 497 triệu USD trên toàn thế giới, trở thành bộ phim có doanh thu cao thứ 188 mọi thời đại.[51]
- Cuốn tiểu thuyết đầu tay năm 2011 của Madeline Miller The Song of Achilles[52] kể về cuộc đời của Achilles và Patroclus như những người bạn thời thơ ấu, người yêu và người chiến binh. Cuốn tiểu thuyết đã giành được giải thưởng văn học danh giá của Anh Women's Prize for Fiction năm 2012.[53]
- Tuyển tập thứ sáu của Alice Oswald, Memorial (2011),[54] dựa trên Iliad nhưng thay đổi hình thức trần thuật để tập trung vào những nhân vật có tên tuổi và cái chết được nhắc đến trong sử thi.[55][56][57]
- The Rage of Achilles của tác giả người Mỹ và người sáng lập Hội Nhà văn Yale, Terence Hawkins, kể lại Iliad theo ngôn ngữ hiện đại, trong đó mô tả nhân loại mới là những người có vai trò thực sự còn các vị thần chỉ xuất hiện dưới dạng ảo giác hoặc giọng nói vang lên trong ý thức.

### Bản dịch
- Homer: Opera. Volume I: Iliad, Books I-XII. Third Edition. Edited by D. B. Monro and T. W. Allen. Oxford Classical Texts. Oxford: Oxford University Press. ISBN 9780198145288.
- Homer: Opera. Volume II: Iliad, Books XIII-XXIV. Third Edition. Edited by D. B. Monro and T. W. Allen. Oxford Classical Texts. Oxford: Oxford University Press. ISBN 9780198145295.
- Homer: Iliad. Volume I: Books 1–12. Second Edition. Loeb Classical Library 170N. Cambridge, Massachusetts: Harvard University Press.
- Homer: Iliad. Volume II: Books 13–24. Second Edition. Loeb Classical Library 171N. Cambridge, Massachusetts: Harvard University Press.
- Homer; Monro, D. B. (toim.): Iliad. Books I-XII, with an Introduction, a Brief Homeric Grammar, and Notes. Clarendon Press, 1890. Bản gốc lưu trữ ngày 30 tháng 6 năm 2009. Truy cập ngày 15 tháng 2 năm 2022.
- Homer; Monro, D. B. (toim.): Iliad. Books XIII-XXIV, with Notes. Clarendon Press, 1903. Bản gốc lưu trữ ngày 02 tháng 2 năm 2008. Truy cập ngày 15 tháng 2 năm 2022.
- West, Martin L. (toim.): Homeri Ilias. Volumen prius, rhapsodias I-XII continens. Stuttgart ja Leipzig: B. G. Teubner, 1998.
- West, Martin L. (toim.): Homeri Ilias. Volumen alterum rhapsodias XIII-XXIV continens. Leipzig ja München: K. G. Saur, 2000.

### Công trình nghiên cứu
- Kirk, Geoffrey S. và cộng sự: The Iliad: A Com comment. Bộ bình luận sử thi sáu phần (Nhà xuất bản Đại học Cambridge, 1985-1993):
  - Kirk, Geoffrey S. (1985). The Iliad: A Commentary. Cambridge University Press. ISBN 0-521-23709-2.
  - Kirk, Geoffrey S. (1990). The Iliad: A Commentary. Cambridge University Press. ISBN 0-521-23710-6.
  - Kirk, Geoffrey S. (1993). The Iliad: A Commentary. Cambridge University Press. ISBN 0-521-23711-4.
  - Edwards, Mark W. & Janko, Richard & Kirk, G.S. (1992). The Iliad: A Commentary. Cambridge University Press. ISBN 0-521-28171-7.{{Chú thích sách}}:  Quản lý CS1: nhiều tên: danh sách tác giả (liên kết)
  - Edwards, Mark W. & Kirk, G. S. (1991). The Iliad: A Commentary. Cambridge University Press. ISBN 0-521-30959-X.{{Chú thích sách}}:  Quản lý CS1: nhiều tên: danh sách tác giả (liên kết)
  - Richardson, Nicholas & Kirk, G. S. (1993). The Iliad: A Commentary. Cambridge University Press. ISBN 0-521-30960-3.{{Chú thích sách}}:  Quản lý CS1: nhiều tên: danh sách tác giả (liên kết)
- Monro, D. B. (1891). A Grammar of the Homeric Dialect. Clarendon Press.
- West, Martin Litchfield (2001). Studies in the text and transmission of the Iliad. München: K. G. Saur. ISBN 3-598-73005-5.